# Gottfried von Böhm
Ritter Gottfried von Böhm (* 27. Oktober 1845 als Gottfried Böhm in Nördlingen; † 1. Juli 1926 ebenda) war ein bayerischer Staatsrat, Ministerresident und Dichter.

## Leben
Gottfried Böhm wurde in Nördlingen geboren, wo er römisch-katholisch getauft wurde und anschließend die Lateinschule Nördlingen besuchte. Anschließend ging er auf das Gymnasium bei St. Stephan in Augsburg. Von 1864 bis 1868 studierte er Rechtswissenschaften und orientalische Sprachen an den Universitäten in München und Berlin. Sein anschließendes Referendariat führte er in München und Nördlingen durch, welches er mit dem Staatskonkurs abschloss. Danach arbeitete er beim Bezirksamt München rechts der Isar, im Konsulat des Deutschen Reichs sowie bei der Regierung von Oberbayern. Am 16. Februar 1880 wurde er Bezirksamtsassessor in Ingolstadt. Danach war er beim bayerischen Staatsministerium des Äußeren tätig, bevor er von 1882 bis 1883 für die bayerische Gesandtschaft am italienischen Hofe tätig war. Am 16. Februar 1883 wurde er zum Legationssekretär I. Klasse, am 1. Januar 1887 zum Legationsrat, am 1. März 1889 zum Reichsherold, am 16. Juni 1892 zum Geheimen Legationsrat II. Klasse und am 1. April 1898 zum Ministerialrat sowie zum Vorstand des Geheimen Hausarchivs und des Geheimen Staatsarchivs ernannt. Vom 1. Oktober 1907 bis zum 31. März 1919 war er als Ministerresident bei der Schweizerischen Eidgenossenschaft mit Titel und Rang eines Staatsrats tätig. Seinen Ruhestand verbrachte er in Nördlingen.
Über seine berufliche Laufbahn hinaus wirkte Gottfried von Böhm als Heimatforscher, Dichter und Geschichtsschreiber. Sein Werk Der Landsknecht mit dem einäugigen Wamms widmete er dem Archivar Ludwig Müller.

## Würdigung
Nach Gottfried von Böhm ist der Gottfried-Böhm-Ring in München sowie der Gottfried-von-Böhm-Weg in Nördlingen benannt.

## Werke (Auswahl)
- Böhm, Gottfried: Der Landsknecht mit dem einäugigen Wamms: Reichsstadtnovelle. Beck, Nördlingen 1873.
- Böhm, Gottfried von: Ludwig II. König von Bayern. Sein Leben und seine Zeit. Engelmann, Berlin 1924.